# 国際十進分類法
国際十進分類法（こくさいじっしんぶんるいほう、Universal Decimal Classification; UDC）は、1905年にベルギーのポール・オトレとアンリ・ラ・フォンテーヌ、および両者が設立した国際書誌学会（IIB）によって考案された図書分類法である。

## 概要
デューイ十進分類法と同様に10ごとのカテゴリで階層構造に分類し、アラビア数字を用いた10進法で表記するが、より拡張されており様々な情報を表現することが可能である。分類区分はデューイ十進分類法などが整数部3桁の小数であったのに対して、国際十進分類法では整数部が0の小数、すなわち分類区分はすべて小数部としてみなされ、3桁ごとに .（ピリオド）で区切って記述する。したがって最上位の分類を示すときなど、デューイ十進分類法では「500」などと表記するところを、小数（の小数部）のように「5」などと表記する。また分類区分（主標数）のほかに共通補助標数や特定分野のみで用いられる固有補助標数を用いることで、複数のカテゴリを表現したり、あるいは時間、言語、形式などを記述することができる。
改訂等の管理は国際書誌学会（IIB）から後に国際ドキュメンテーション連盟（FID）に引き継がれ、現在では国際十進分類法コンソーシアム（UDCC）によって行われている。

## 主標数
以下にUDCの主標数のうち最上位の分類（小数第1位）を示す。
- 0 総記
- 1 哲学、心理学
- 2 宗教、神学
- 3 社会科学
- 4 （未定義）
- 5 自然科学、数学
- 6 応用科学、医学、工学
- 7 芸術
- 8 言語、文学
- 9 地理、伝記、歴史

## 連結記号
下表がUDCの連結記号の一部である。
| 記号 | 使用例       | 使用法                                                                               |
| ---- | ------------ | ------------------------------------------------------------------------------------ |
| +    | 59+636       | 主標数を併記する。（論理和）                                                         |
| /    | 592/599      | 連続する主標数を表記する。左の例の場合は、592～599のカテゴリ全てに該当するという意。 |
| :    | 17:7         | 関連する主標数を併記する（論理積）。主要でない主標数が複数ある場合は [ と ] で囲む。 |
| :[]  | 31:[622+669] | 関連する主標数を併記する（論理積）。主要でない主標数が複数ある場合は [ と ] で囲む。 |
| =    | 59=20        | イコールの後に、言語を表すコードを記述する。                                         |

## 参考資料
- 『国際十進分類法 索引 日本語中間版(1994.12)』（情報科学技術協会、ISBN 978-4889510294）- 日本語版の第3版。
- 『国際十進分類法 日本語中間版 分類表(1994.12)』（情報科学技術協会）

## 関連人物
- 伊藤四十二
- ポール・オトレ
- アンリ・ラ・フォンテーヌ